# 第281歩兵師団 (ドイツ国防軍)
第281歩兵師団（281. Infanterie-Division）とは、ナチス・ドイツ時代のドイツ陸軍が有した師団の1つである。前身は1941年3月に結成された第281保安師団（281. Sicherungs-Division）で、1945年にクールラントにて歩兵師団へと再編成された。

## 師団史
1941年3月、ロシア戦線における後方治安維持・保安任務を担う部隊として第281保安師団が編成される。初代師団長はフリードリヒ・バイエル中将（Friedrich Bayer）であった。1942年初頭、師団長テオドール・シェーラー中将の元、第281師団はホルムにて赤軍に包囲され、およそ3ヶ月間の籠城戦を戦った（ホルムの戦い）。シェーラーはこの戦いでの戦功から騎士鉄十字章を受章している。その後の2年間のほとんどは戦線北部に配置されていたが、1944年半ばに壊滅する。
1945年1月、クールラントにて第281歩兵師団として再編成される。オーデル川方面での戦闘に参加した後、5月になって第3装甲軍の残余と共に降伏した。